# Cap Artémision
Pour les articles homonymes, voir Artémision.
Le cap Artémision (en grec moderne : Ἀρτεμίσιον) est un cap au nord de l'Eubée, en Grèce.
Une grande statue en bronze de Zeus, ou peut-être Poséidon, connue sous le nom de dieu de l'Artémision, y a été trouvée dans un bateau coulé.
La bataille de l'Artémision, survenue en même temps que la bataille terrestre des Thermopyles, a eu lieu au large de ce cap.

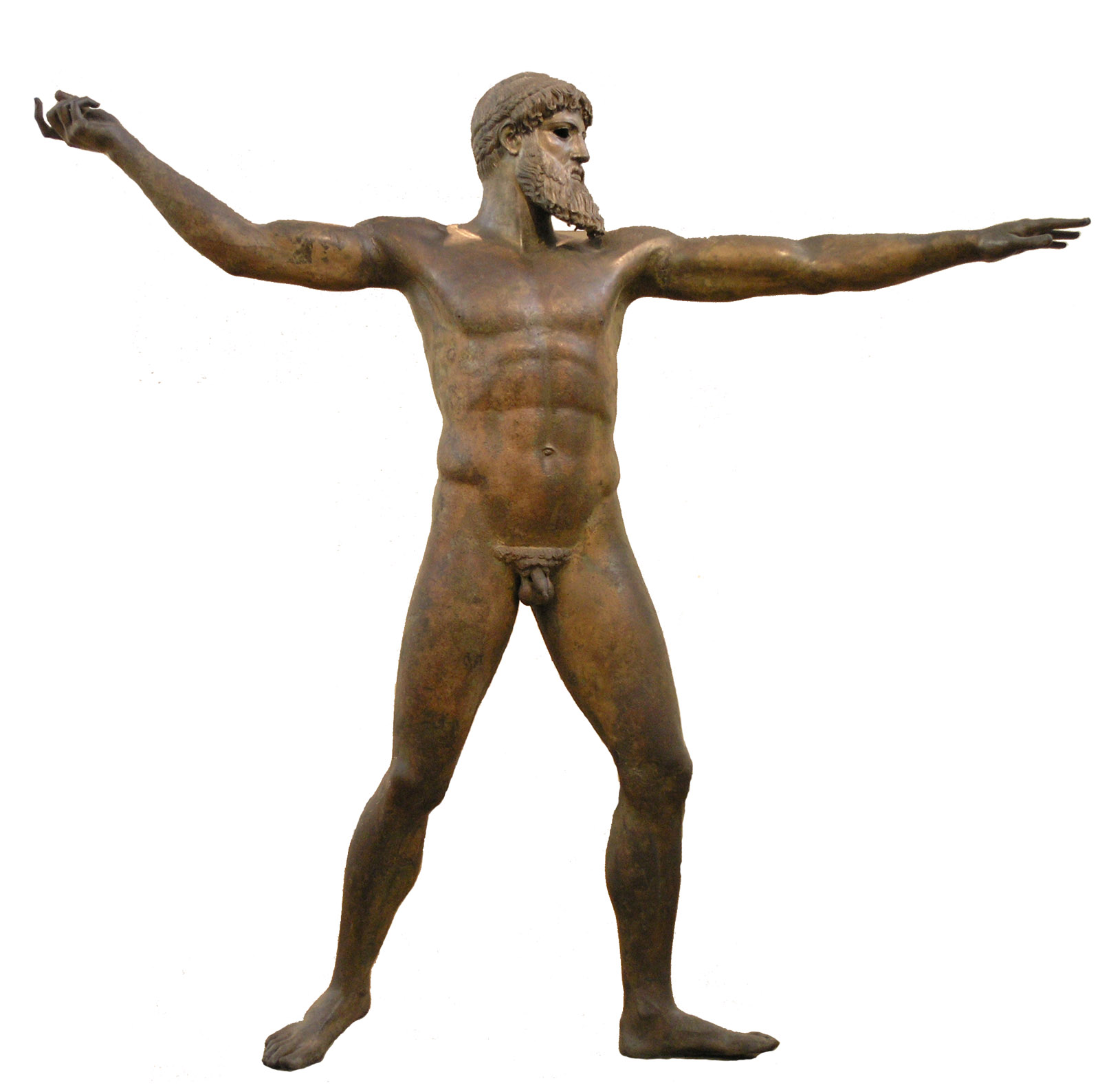
Le dieu de l'Artémision, sculpture conservée au musée national archéologique d'Athènes.